# Just Blaze
Just Blaze, de son vrai nom Justin Smith, (8 janvier 1978 à Paterson, New Jersey – ) est un producteur de rap qui a notamment collaboré avec Jay-Z, T.I., Kanye West, Eminem, Memphis Bleek, Joe Budden ou Saigon. Ce dernier est d'ailleurs signé sur le label Fort Knocks Entertainment, créé en 2004, en partenariat avec la major Atlantic Records.

## Carrière
Avec ses compositions samplant des chansons de Soul principalement, il est à l'origine du retour de la vague « soulful » dans le rap américain, notamment en 2001 avec The Blueprint de Jay-Z.
Il se fait connaître du grand public en insérant au début de multiples morceaux qu'il produit son signature tag « Just Blaaaaaaze! », créé à partir de sa propre voix.
Il a également produit quelques morceaux pour les bandes son des jeux vidéo Teenage Mutant Ninja Turtles: Out of the Shadows]', Tiger Woods PGA Tour, NBA Ballers: Chosen One et NBA Street Vol.2.
Son frère Daren, alias DJ Poun', est DJ-résident au Club 40/40 d'Atlantic City. Il a  produit quelques morceaux pour le label de Just Blaze, Fort Knocks.